# Fallbach

Fallbach è un comune austriaco di 816 abitanti nel distretto di Mistelbach, in Bassa Austria. 

## Costruzioni
- Castello di Hagenberg (Weinviertel).
- castello di Loosdorf, dove nel 1813 nacque Alexander von Bach.
- Ruine Hanselburg